# UN ICT Task Force
Die United Nations Information and Communication Technologies Task Force (kurz: UN ICT TF) war eine Initiative der verschiedenen Interessenvertreter (en: 'multi-stakeholder') assoziiert mit den Vereinten Nationen, welche eine globale Dimension zu den vielfachen Bemühungen zur Überbrückung der digitalen Kluft geben, digitale Chancen fördern und IKT in den Dienst einer Entwicklung für alle stellen sollte.

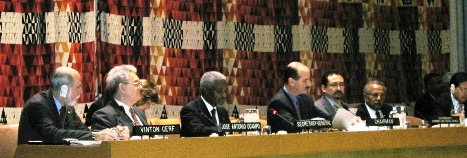
UNO-Generalsekretär Kofi Annan spricht beim 6. Treffen der UN ICT Task Force in New York, 25. März 2004

## Gründung und Mandat
Die UN ICT Task Force wurde durch den Generalsekretär der Vereinten Nationen, Kofi Annan, im November 2001 gegründet, der dabei einer Empfehlung des Economic and Social Council (ECOSOC) vom 11. Juli 2000 folgte. Sie folgte in den Fußstapfen der Global Digital Divide Initiative (GDDI) des World Economic Forum (WEF) und der Digital Opportunities Task Force (DOT Force), welche 2000 durch die G8 bei deren jährlichen Gipfeltreffen in Okinawa, Japan gegründet worden war. Indem der UN ICT TF eine Heimat im Rahmen der Vereinten Nationen geschaffen wurde, erhielt sie in den Augen vieler Entwicklungsländer eine breitere Legitimationsbasis als die vorhergehenden WEF und G8 Initiativen, auch wenn diese beiden Initiativen jeweils einen multi-stakeholder Ansatz aufwiesen, mit breiter Beteiligung von interessierten Teilnehmern sowohl aus Industrieländern als auch aus Entwicklungsländern. Die UN ICT TF erhielt zunächst ein Mandat von drei Jahren (bis Ende 2004), welches um ein weiteres Jahr verlängert wurde. Das Mandat ist Ende Dezember 2005 endgültig ausgelaufen.

## Zweck und Ziele
Wesentlicher Zweck der Task Force war es, Regierungen und internationalen Organisationen politische Beratung zu geben, wie die digitale Kluft überwunden werden kann. Mit den Worten von Kofi Annan:
Wir erwarten uns von euch eine Quelle neuer Ideen, Beratung politischer Entscheidungsträger und Information über die 'Best Practices', die bewiesen haben, dass sie funktionieren. Wir erwarten uns von euch, die Aufmerksamkeit zu erhöhen, neue Partnerschaften zu formen und als Katalysten für den Wandel zu agieren. Wir erwarten uns von euch Unterstützung für den Weltgipfel für die Informationsgesellschaft, der 2003 abgehalten wird, und eine Empfehlung von neuen Wegen, mittels derer das System der Vereinten Nationen selbst die ICTs in seinen Entwicklungsaktivitäten besser nutzen kann. Am meisten jedoch erwarten wir uns von euch Hilfe bei der Schaffung digitaler Brücken für die Milliarden von Menschen, die noch gefangen sind in extremer Armut, unberührt von der digitalen Revolution und außer Reichweite der globalen Wirtschaft.
Das Ziel der Task Force war es, eine führende Beratungsrolle für die Vereinten Nationen zu übernehmen, Unterstützung für die Formulierung von Strategien für die Entwicklung von Informations- und Kommunikationstechnologien bereitzustellen, diese Technologien in den Dienst der Entwicklungshilfe zu stellen und auf der Basis von Konsultationen mit allen Interessenvertretern und Mitgliedsstaaten neue strategische Partnerschaften zwischen dem System der Vereinten Nationen, der Privatindustrie und finanziellen Fonds und Stiftungen, Spendern, Empfängerländern und anderen relevanten Interessenvertretern in Übereinstimmung mit relevanten Resolutionen der Vereinten Nationen zu schaffen.
Im November 2002 forderte Kofi Annan in seiner Challenge to Silicon Valley, passende Systeme zu Preisen zu schaffen, die niedrig genug seien, um Entwicklung überall stattfinden zu lassen, ob durch internationale Hilfsprogramme, Wohltätigkeitsorganisationen oder durch Unterstützung in Form von Mikrokrediten. Diese Aufforderung wurde befolgt, doch nutzten 2004 weiterhin nur wenige UN-Programme aktiv Informations- und Kommunikationstechnologien in Entwicklungsländern. Der UN-Flüchtlingsrat UNHCR hatte ein Flüchtlingslager in Tansania, in dem die Global Catalyst Foundation Computer und Kommunikationsgeräte für die Nutzung durch die Flüchtlinge aus Burundi bereitstellte, die dort untergekommen waren. Die Internationale Fernmeldeunion hat mit dem Königreich Bhutan an dem Simputer Project zusammengearbeitet.

## Mitgliedschaft und Organisation
Bei den Mitgliedern der UN ICT Task Force waren neben hochrangigen Vertretern der globalen Informations- und Kommunikationsindustrie (u. a. Cisco Systems, Hewlett-Packard, IBM, Nokia, SAP, Siemens, Sun Microsystems) auch global agierende Nichtregierungsorganisationen (z. B.: die APC), Regierungen und internationale Organisationen vertreten. Sie wurde koordiniert durch ein multi-stakeholder Bureau, assistiert durch ein kleines Sekretariat beim UNO-Hauptquartier in New York. Technische Beratung wurde durch das hochrangig besetzte Panel of Technical Advisors zur Verfügung gestellt.

## Aufgabenbereich

### World Summit on the Information Society (WSIS)
Die Task Force war unter anderem in dem Prozess aktiv, der zum World Summit on the Information Society (WSIS) in Genf (Dezember 2003) und in Tunis (November 2005) führte. Um an der zweiten Phase des WSIS teilnehmen zu können, wurde das ursprünglich auf 3 Jahre begrenzte Mandat um ein Jahr verlängert. Das Mandat lief am 31. Dezember 2005 aus. Es wird keine weitere Verlängerung geben.

### Arbeitsgruppen
Die Task-Force-Mitglieder, Experten des Panel of Technical Advisors und sonstige Interessierte arbeiten in Arbeitsgruppen, die nach vier breit angelegten Themen organisiert sind:
- ICT Policy and Governance (Richtlinien für und Steuerung von ICT)
- Enabling Environment (Unterstützendes Umfeld)
- Human Resource Development and Capacity Building (Personalentwicklung und Schaffung von Kapazitäten)
- ICT Indicators and MDG Mapping (ICT-Indikatoren und Zuordnung zu Millennium Development Goals)

### Regionale Netzwerke
Regionale Aktivitäten wurden in fünf regionalen Netzwerken ausgeführt:
- Afrika
- Lateinamerika und die Karibik
- Asien
- Arabische Staaten
- Europa und Zentralasien

### Treffen
17.–18. Juni 2002: Eine Sitzung der Generalversammlung der Vereinten Nationen war dem Thema Informations- und Kommunikationstechnologien für die Entwicklung gewidmet und adressierte die digitale Kluft im Kontext der Globalisierung und des Entwicklungsprozesses. Die Sitzung förderte den Zusammenhang und Synergien zwischen verschiedenen regionalen und internationalen ICT-Initiativen. Das Treffen steuerte ebenfalls zur Vorbereitung des Weltgipfels für die Informationsgesellschaft bei. Zahlreiche Länder waren durch hochrangige Vertreter aus den Bereichen Kommunikation und Entwicklung vertreten.
Die Task Force hielt zehn halbjährliche Treffen an verschiedenen Orten ab, die als wichtige Treffpunkte für den Austausch von 'Best Practices' dienten und die verschiedenen Interessenvertreter zusammen brachten, um an den gemeinsamen Themen zu arbeiten. In den Augen der Teilnehmer waren diejenigen Treffen am erfolgreichsten, die im Zusammenhang mit einer Serie von Globalen Foren abgehalten wurden:
- 1. Treffen: UNO-Hauptquartier in New York (USA) – 19.–20. November 2001.
- 2. Treffen: UNO-Hauptquartier in New York (USA) – 3.–4. Februar 2002.
- 3. Treffen: UNO-Hauptquartier in New York (USA) – 30. September – 1. Oktober 2002, mit Fokus auf ICT für die Entwicklung in Afrika.
- 4. Treffen: im Palais des Nations der UNO in Genf (Schweiz) – 21.–22. Februar 2004, mit einem Forum des Privatsektors.
- 5. Treffen: bei der WIPO in Genf (Schweiz) – 12.–13. September 2003, zur Diskussion des Task Force Beitrags zum WSIS.
- 6. Treffen: UNO-Hauptquartier in New York (USA) – 25.–27. März 2004, mit dem Global Forum on Internet Governance.
- 7. Treffen: im Auswärtigen Amt in Berlin (Deutschland) – 18.–20. November 2004, mit dem Global Forum on an Enabling Environment.
- 8. Treffen: in Dublin (Irland) – 13.–15. April 2005, mit dem Global Forum on Harnessing the Potential of ICTs in Education.
- 9. Treffen: bei der ILO in Genf, (Schweiz) – 1. Oktober 2005.
- 10. (finales) Treffen: am Rande des Weltgipfels für die Informationsgesellschaft in Tunis (Tunesien) – 17 November 2005.

Zusätzlich wurde in New York am 13. September 2005 das Global Roundtable Forum on "Innovation and Investment: Scaling Science and Technology to Meet the MDGs" abgehalten. Der primäre Fokus des Forums lag auf der kritischen Rolle von Wissenschaft, Technologie und Innovation, insbesondere von Informations- und Kommunikationstechnologien, in der Schaffung von erweiterbaren von bodenständigen, nationalen und weltweiten Aktivitäten zur Erreichung der Millennium Development Goals.

## WSIS II in Tunis
Parallel zum Ausstellungsstand bei der ICT4ALL-Ausstellung wurde unter der Federführung der UN ICT Task Force und einiger ihrer Mitglieder eine Serie von Veranstaltungen abgehalten:

### Messung der Informationsgesellschaft
Die 'Partnership for Measuring ICT for Development' umfasst 11 Organisationen -- Eurostat, die Internationale Fernmeldeunion (ITU), die Organisation for Economic Cooperation and Development (OECD), die United Nations Educational, Scientific and Cultural Organization (UNESCO), die United Nations ICT Task Force, die fünf regionalen Kommissionen der Vereinten Nationen und die Weltbank.

### Rolle der Parlamente in der Informationsgesellschaft
Parlamentarier präsentierten ihre Sicht der Rolle der nationalen und regionalen Parlamente für die Schaffung der Informationsgesellschaft in einem “High-level Dialogue on Governance, Global Citizenship and Technology” am 16. November.

### Die Wahl der richtigen Technologien für die Bildung
In diesem Workshop hat die Global e-School Initiative (GeSCI) ihren Total Cost of Ownership Calculator vorgestellt – ein Rahmen für die Identifikation und Auswahl der richtigen ICTs für Schulen durch die Bewertung von Leistungen, Machbarkeit und Kosten.

### Schaffung von Partnerschaften für die Informationsgesellschaft
Zwei hochrangig besetzte Gespräche am Runden Tisch am 16. November fokussierten auf „Regionalen Perspektiven für die Globale Informationsgesellschaft“ und auf “Frauen in der Informationsgesellschaft: Schaffung einer geschlechtsneutralen wissensbasierten Wirtschaft”.

### ICT im Dienst der Millennium Development Goals und der UN Development Agenda
Dieses Rundtischgespräch am 17. November behandelte das Thema, wie ICT angewendet werden können, um die international vereinbarten Entwicklungsziele zu erreichen, und um zu diskutieren, wie man die Aufmerksamkeit erhöhen kann für die Rolle von ICT zur Unterstützung der Entwicklung.

### Erzielung höherer Qualität und besserer Kosteneffizienz im Gesundheits- und Bildungswesen durch ICT
Diese Diskussionsrunde vom 17. November demonstrierte das Potenzial von ICT in der Verbesserung der Qualität und der Kosteneffizienz von öffentlichen Schlüsseldiensten, mit besonderem Fokus auf Bildung und Gesundheitswesen.

### Überwindung der digitalen Kluft durch breitbandiges, drahtloses Internet
Dieses Gespräch am Runden Tisch am 17. November diskutierte die kritische Rolle einer breitbandigen, kabellosen Infrastruktur für die Überwindung der digitalen Kluft.

## Ergebnisse

### GeSCI
Eines der notizwürdigen Ergebnisse der UN ICT Task Force war die Schaffung der Global eSchools and Communities Initiative (GeSCI), einer neuen internationalen Non-Profit-Organisation in Dublin, Irland, die sich zum Ziel gesetzt hat, die Bildungsanstrengungen in Schulen und Gemeinschaften durch den Einsatz von ICT zu verbessern. GeSCI wurde offiziell beim World Summit on the Information Society (WSIS) in Genf im Dezember 2003 gegründet.

### ePol-Net
Ein weiteres Ergebnis der Task Force ist das Global ePolicy Resource Network (ePol-NET), welches geschaffen wurde, um die weltweiten Anstrengungen von nationalen e-Strategien für die Entwicklungsländer zu unterstützen. Das Netzwerk liefert politischen Entscheidungsträgern für ICT in Entwicklungsländern mit Informationen zur Entwicklung von nationalen Regelungen und Strategien für ICTs. Das Netzwerk war ursprünglich durch die Mitglieder der Digital Opportunities Task Force (DOT Force) vorgeschlagen worden, die ihre Aktivitäten 2002 mit der UN ICT Task Force zusammen führten. Das ePol-Net wurde ebenso offiziell beim World Summit on the Information Society (WSIS) in Genf im Dezember 2003 gegründet.

## Nächste Schritte
Die Task Force endete am 31. Dezember 2005, doch die Aufgabe der Überwindung der digitalen Kluft ist noch nicht erledigt. Der Weltgipfel für die Informationsgesellschaft hat beschlossen, ein Internet Governance Forum ins Leben zu rufen, um den verschiedenen Interessengruppen die Möglichkeit zu einer globalen Diskussion von Themen zu geben, die die Regulierung der globalen Ressource Internet betreffen. Der WSIS hat ebenfalls einen Implementierungs- und Nachfolgeprozess beschlossen, für den die Prinzipien, die in der multi-stakeholder Zusammensetzung und Arbeitsweise der UN ICT TF verkörpert sind, ein sinnvolles Modell darstellen kann.

## Ausgewählte Dokumente
- Bericht der hochrangigen Expertengruppe Informations- and Kommunikationstechnologien (22 Mai 2000), in dem eine UN ICT Task Force vorgeschlagen wird. (PDF-Datei; 87 kB)
- Entwurf einer Ministeriellen Erklärung (11 Juli 2000), das die Schaffung der UN ICT TF fordert. (PDF-Datei; 28 kB)

## Publikationen
Als Teil ihrer Arbeit haben die Task Force und ihre Mitglieder eine Serie von Publikationen veröffentlicht, die verschiedene Themen aus der Arbeit der Task Force aufgreifen. Diese Bücher können käuflich erworben oder als PDF heruntergeladen werden:
- UN ICT Task Force Series 1 – Information Insecurity: A Survival Guide to the Uncharted Territories of Cyber-Threats and Cyber-Security (Von Eduardo Gelbstein, Ahmad Kamal) – Juli 2005, ISBN 92-1-104530-4
- UN ICT Task Force Series 2 – Information and Communication Technologies for African Development: An Assessment of Progress and Challenges Ahead (Editiert, mit einer Einführung von Joseph O. Okpaku, Sr., Ph.D.) – Juli 2005, ISBN 92-1-104531-2
- UN ICT Task Force Series 3: The Role of Information and Communication Technology in Global Development - Analyses and Policy Recommendations (Editiert, mit einer EÄinführung von Abdul Basit Haqqani) – Juli 2005, ISBN 92-1-104532-0
- UN ICT Task Force Series 4: Connected for Development: Information Kiosks and Sustainability (Von Akhtar Badshah, Sarbuland Khan and Maria Garrido) – Juli 2005, ISBN 92-1-104533-9
- UN ICT Task Force Series 5 – Internet Governance: A Grand Collaboration (Von Don MacLean) – Juli 2005, ISBN 92-1-104534-7
- UN ICT Task Force Series 6 – Creating an Enabling Environment: Toward the Millennium Development Goals (Von Denis Gilhooly) – September 2005, ISBN 92-1-104535-5
- UN ICT Task Force Series 7 – WTO, E-commerce and Information Technologies: From the Uruguay Round through the Doha Development Agenda (Von Sacha Wunsch-Vincent, editiert von Joanna McIntosh)
- UN ICT Task Force Series 8: The World Summit on the Information Society: Moving from the Past into the Future (Editiert von Daniel Stauffacher and Wolfgang Kleinwächter)
- UN ICT Task Force Series 9: Harnessing the Potential of ICT for Education – A Multistakeholder Approach (Editiert von Bonnie Bracey and Terry Culver)
- UN ICT Task Force Series 10: Village Phone Replication Manual (Von David Keogh and Tim Wood) – September 2005, ISBN 92-1-104546-0
- UN ICT Task Force Series 11: Information and Communication Technology for Peace - The Role of ICT in Preventing, Responding to and Recovering from Conflict (Von Daniel Stauffacher, William Drake, Paul Currion and Julia Steinberger)
- UN ICT Task Force Series 12: Reforming Internet Governance: Perspectives from the Working Group on Internet Governance (WGIG) (Editiert von William J. Drake)